# João II de Alençon
João II de Valois, duque de Alençon (Argentan, 2 de março de 1409 – Paris, 8 de setembro de 1476) foi um nobre e militar francês do século XV, que pertencia à Casa de Valois-Alençon, ramo cadete da Casa de Valois. Era filho do duque João I de Alençon e de Maria de Bretanha.

## Casamentos e descendência
Em 1424, em Blois João II casa, em primeiras núpcias, Joana (1409 † 1432) filha de Carlos, Duque de Orleães, e de Isabel de Valois, mas não houve descendência desse casamento.
Viúvo, volta a casar no castelo de L'Isle-Jourdain a 30 de abril de 1437 com Maria de Armagnac (1420-1473), filha de João IV, Conde de Armagnac, e de Isabel de Évreux, princesa de Navarra (filha de Carlos III de Navarra), de quem teve:
- Catarina (Catherine) (1452-1505), que casou em Tours em 1461 com Guy XV, Conde de Laval;
- Renato (René) (1454-1492), que sucedeu ao pai como duque de Alençon, com descendência.

Teve ainda diversos filhos bastardos:
- João (Jean), chamado Trouvé, senhor de Argentelle, que vivia em 1478;[1]
- Roberto (Robert), chamado Trouvé, senhor de Clos-André, protonotário apostólico em 1489. Sous la désignation de Robert Naturel, é apresentao ao bispo de Angers, em 1489, por Renato de Alençon, e é administrador do Hospital e capela de Saint-Julien de Château-Gontier;
- Joana (Jeanne), condessa de Beaumont-le-Roger, casou em 1470 com Guy de Maulmont;
- Madalena (Madeleine), casada com Henri de Breuil;
- Maria (Marie), abadessa de Almenêches.